# Oskar Michejda
Oskar Michejda (ur. 6 lutego 1885 w Bystrzycy, zm. 19 kwietnia 1966 w Cieszynie) – pastor luterański na Śląsku Cieszyńskim, był m.in. zwierzchnikiem Kościoła Luterańskiego w Czechosłowacji.

## Życiorys

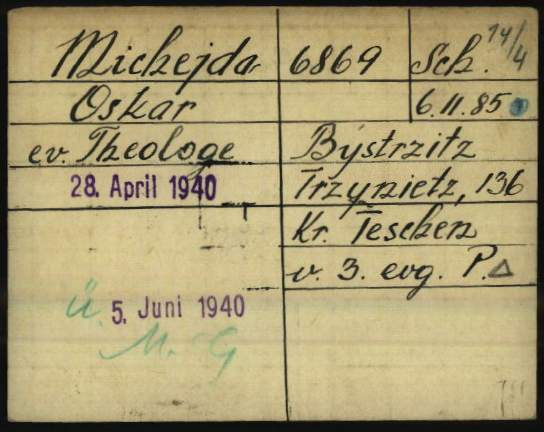
Karta rejestracyjna Oskara Michejdy jako więźnia w niemieckim nazistowskim obozie koncentracyjnym Dachau

Studiował na wydziałach teologicznych uniwersytetów w Wiedniu, Halle i Berlinie. Był wikarym w Skoczowie (1909–1910) a następnie pastorem w Bystrzycy (1910-1919) i Trzyńcu (1919-1939). W latach 1926–1939 był również seniorem i superintendentem w Śląskim Kościele Ewangelickim Augsburskiego Wyznania w Czechosłowacji. W latach międzywojennych był również redaktorem polskojęzycznego czasopisma "Ewangelik" (1925-1938). Podczas II wojny światowej był więźniem w niemieckich obozach koncentracyjnych Dachau i Gusen. Po wojnie został pastorem w Cieszynie (1945–1962) i seniorem diecezji cieszyńskiej. Zmarł w Cieszynie, gdzie został pochowany na cmentarzu ewangelickim.

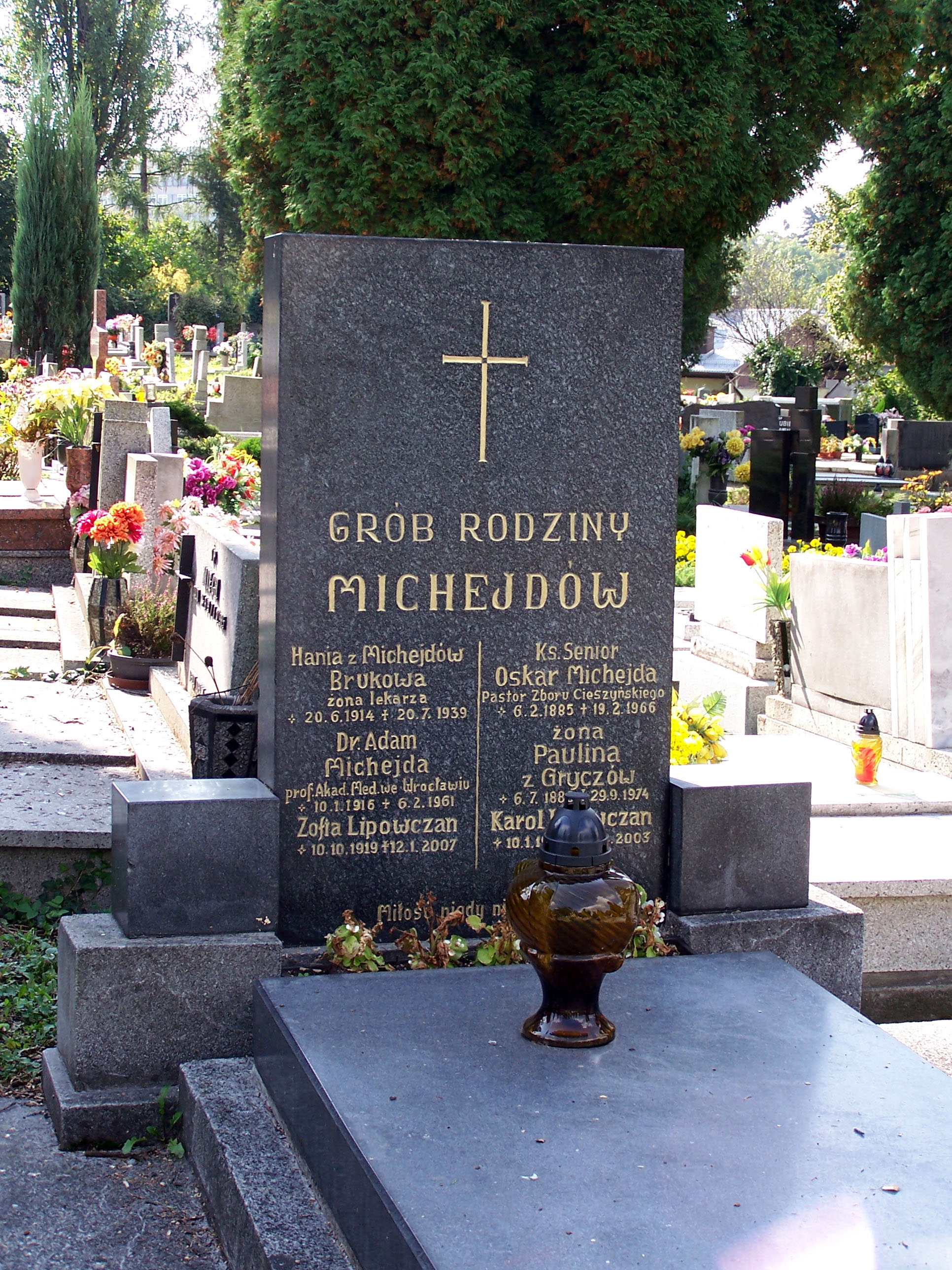
Grób rodziny Michejdów na cmentarzu ewangelickim w Cieszynie